# Bučina (Železné hory, 606 m)
Bučina (606 m n. m.) je vrch v Železných horách. Leží v trojúhelníku tvořeném obcemi Prachovice, Vápenný Podol a Seč, hlavní část kopce spadá do části Skoranov města Třemošnice v okrese Chrudim. Je samostatnou geomorfologickou částí okrsku Prachovické vrchoviny. Vrchol je zalesněný s nezřetelnými průhledy do krajiny mezi stromy. Na vrcholu stojí vysílač a dřevěný kříž obsahující schránku s vrcholovou knihou.

## Okolí
Po úbočí Bučiny vede kolem prachovického vápencového lomu naučná stezka zaměřená na těžbu, krasové jevy a jeskyně. V prosinci 2020 byla většina tabulí částečně nebo zcela zničených.

## Přístup
Na vrchol vede zelená turistická značka z Vápenného Podolu do Kraskova. Vhodným výchozím místem pro pěší výlet jsou i Prachovice.